# Lloyd Marshall
Lloyd Marshall (* 4. Juni 1914 in Madison County, Georgia, USA; † 4. August 1967) war ein US-amerikanischer Boxer im Mittelgewicht. Frank Doljack war sein erster Manager – danach wurde er bis zu seinem Karriereende von Johnny Rogers gemanagt.
Marshall verlor sein Profidebüt am 11. September 1936 gegen seinen Landsmann Al LaBoa in einem auf 6 Runden angesetzten Kampf einstimmig nach Punkten. Auch seine letzten drei Kämpfe verlor er.
Obwohl es Marshall nie gelang Weltmeister zu werden, wurde er im Jahr 1996 sowohl in die World Boxing Hall of Fame als auch im Jahr 2010 in die International Boxing Hall of Fame aufgenommen. Denn er hatte eine lange Karriere und bestritt insgesamt 99 Kämpfe, von denen er 70 gewinnen konnte (36 davon durch K. o.) – in 25 Gefechten musste er sich geschlagen geben, 4 gingen unentschieden aus.